# Cucina irlandese
La cucina irlandese è l'espressione dell'arte culinaria sviluppata in Irlanda, ed ha come ingredienti principali la carne e le patate.

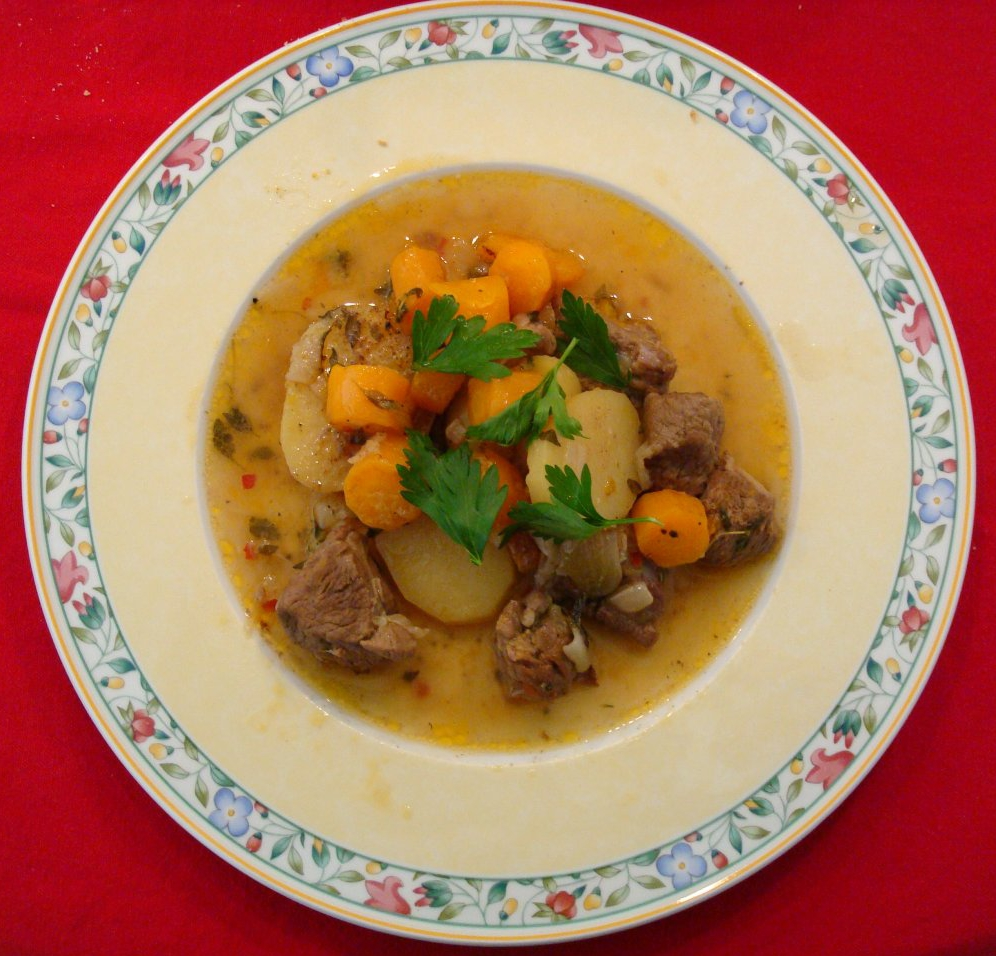
Irish stew

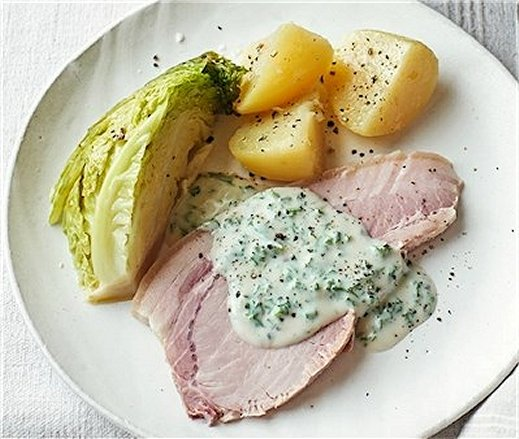
Bacon and cabbage

## Piatti principali
Il pasto principale degli irlandesi, come negli altri paesi anglosassoni, è la colazione. La irish breakfast comprende in genere uova, bacon, salsicce, toast, white pudding e black pudding.
La cucina irlandese è basata sulla carne e le patate, entrambi prodotti abbondanti nel paese. Particolarmente consumata è la carne di maiale, agnello e manzo. Tra i piatti più tradizionali compaiono l'irish stew: stufato di montone cotto con cipolle, patate, prezzemolo e timo, e il bacon and cabbage: fette di bacon bollite accompagnate da cavolo e patate.
Un ruolo importante riveste anche il fish and chips divenuto un piatto tipico condiviso con la cucina britannica. Altro cibo di strada degno di nota è la spice bag, una frittura con pollo, patate, cipolle e peperoni riccamente speziata e ispirata alla cucina cinese.

## Pesce
Nonostante l'Irlanda sia un'isola, e abbia quindi una notevole estensione costiera, il consumo di prodotti ittici è al di sotto della media europea. Questo è dovuto a varie ragioni, tra cui la restrizione alla navigazione storicamente imposto dalle autorità inglesi. Il consumo di pesce è comune il venerdì, analogamente alle altre nazioni cattoliche. Tra i pesci più consumati vi sono il salmone (abbondante nei fiumi irlandesi) e il merluzzo. Il contorno di alghe (Chondrus crispus e Palmaria palmata) è normalmente utilizzato nei piatti di pesce.
Nelle zone costiere è comune il chowder (zuppa di frutti di mare).

## Alcolici

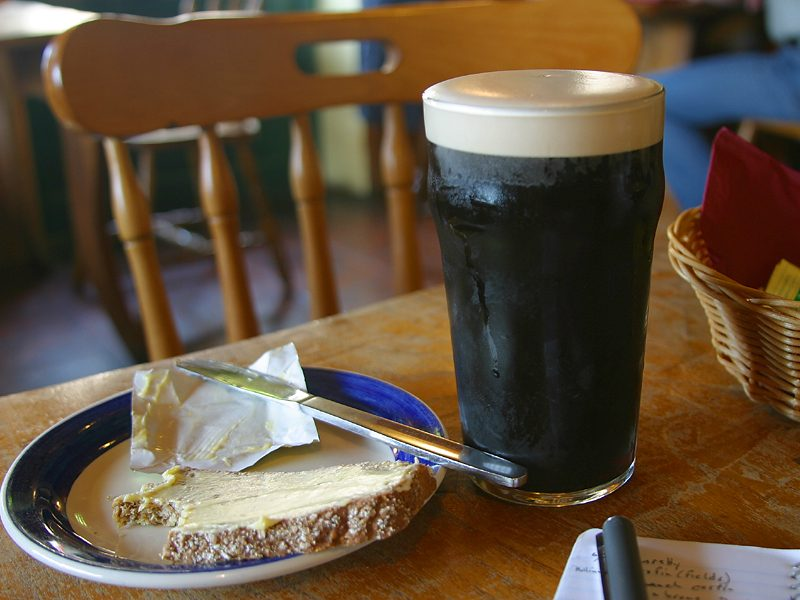
Una pinta di birra stout con una fetta di pane e burro

La birra riveste un ruolo importante nella cultura irlandese. Tra queste la più celebre è la Guinness, utilizzata anche come ingrediente per una torta di frutta: la guinness cake.. Altre birre irlandesi sono la Kilkenny, la Beamish e la Murphy's.
Tra i superalcolici, l'Irlanda vanta un'antica tradizione nella produzione di whiskey.